# Shawn Crawford
Shawn Crawford (født 14. januar 1978 i Van Wyck, South Carolina) er en amerikansk tidligere atletikudøver (sprinter), der vandt flere OL-medaljer i begyndelsen af 2000'erne.

## Atletikkarriere
I 2001 vandt Crawford guld på mændenes 200 meter ved indendørs-VM, og senere på året vandt han bronze ved VM udendørs. I 2004 vandt han sølv på 60 meter ved indendørs-VM.
Ved OL 2004 i Athen deltog han i tre discipliner. Først blev han nummer fire på 100 meter. På 200 meter-distancen vandt Crawford sit indledende heat og sin semifinale, inden han i finalen sikrede sig guldet i tiden 19,79 sekunder, mens hans landmænd Bernard Williams og Justin Gatlin vandt henholdsvis sølv og bronze. I 4 x 100 meter løb han første tur, da amerikanerne vandt deres indledende heat, og i finalen løb han ligeledes første tur, men med problemer i videregivningen af stafetten i to tilfælde lykkedes det ikke amerikanerne at vinde guldet; med 0,01 sekund blev de besejret af Storbritannien, mens Nigeria fik bronze. De øvrige amerikanske løbere var Darvis Patton, Coby Miller og Maurice Greene i indledende heat, mens Justin Gatlin erstattede Patton i finalen.
Ved OL 2008 i Beijing løb han kun 200 meter, og her vandt han sit indledende heat, mens han i kvartfinalen blev nummer to efter jamaicaneren Usain Bolt, som gentog dette i semifinalen og finalen. Bolt fik dermed guld, mens Crawford fik sølv og amerikaneren Walter Dix bronze.